# Монтагано
Монтагано (итал. Montagano) је насеље у Италији у округу Кампобасо, региону Молизе.
Према процени из 2011. у насељу је живело 1081 становника. Насеље се налази на надморској висини од 791 м.

## Становништво
| 1936. | 1951. | 1961. | 1971. | 1981. | 1991. | 2001. | 2011. |
| ----- | ----- | ----- | ----- | ----- | ----- | ----- | ----- |
| 2.821 | 2.835 | 2.315 | 1.513 | 1.525 | 1.387 | 1.248 | 30    |